# 일란 라몬
일란 라몬(히브리어: אילן רמון, 영어: Ilan Ramon, 1954년 6월 20일 ~ 2003년 2월 1일)은 이스라엘 공군 소속 F-16 전투기 조종사였고 후에 2003년 최초의 이스라엘의 우주비행사가 되었으나 임무 수행 후 지구로 귀환 중 컬럼비아호 공중폭발 사고로 텍사스주 상공에서 사망했다.
라몬은 컬럼비아호의 치명적인 임무인 STS-107의 우주왕복선 페이로드 전문가로, 그와 다른 6명의 승무원이 재진입 사고로 사망했다. 48세에 그는 승무원 중 가장 나이가 많은 일원이었다. 라몬은 미국 의회 우주 훈장 명예훈장을 받은 유일한 외국인 수상자다.
그의 아들 아사프 라몬도 이스라엘 공군 소위가 되어 2009년 6월 수석으로 F-16 전투기 조종사가 되었으나 2009년 9월 훈련 도중 불의의 사고로 사망했다.

## 같이 보기
- 컬럼비아 우주왕복선 공중분해 사고